# مجموعة قصص غوشو أوياما القصيرة
مجموعة قصص غوشو أوياما القصيرة هي مجموعة من الحلقات تعرض أحداثاً من وحي الخيال، وهي من تأليف غوشو أوياما، تم إنتاجها في سنة 1999 .

## عناوين الحلقات وتفاصيلها

### انتظرني
هي أول حلقة من مجموعة قصص غوشو أوياما القصيرة تم عرضها بتاريخ 17 مارس 1999، مدة العرض 23 دقيقة.
تحكي القصة عن شاب عبقري في الخامسة عشر من عمره سئم من مضايقات زملائه في الدراسة له لكونه الأصغر سناً مقارنة بباقي طلاب صفه، يخترع آلة الزمن لكي يسافر عبر الزمن ولكن صديقته الأكبر منه بسنتين هي التي تسافر بدلا عنه، يجب أن ينتظرها سنتين كي تنزل على الأرض... فهل سيستطيع انتظارها طوال هذه المدة أم سينساها؟

### الفراشة الحمراء الضائعة
هي ثاني حلقة من مجموعة قصص غوشو أوياما القصيرة تم عرضها سنة 1999، مدة العرض 7 دقائق.

### بابا نۈيلفي فصل الصيف
هي ثالث حلقة من مجموعة قصص غوشو أوياما القصيرة تم عرضها سنة 1999، مدة العرض 25 دقيقة.

### المحقق جورج، قضية خاصة
هي رابع حلقة من مجموعة قصص غوشو أوياما القصيرة تم عرضها سنة 1999، مدة العرض 23 دقيقة.
تحكي القصة عن فتاة هاربة من قبضة عصابة ما إلى أن تصل إلى مكتب محقق يدعى «جورج»، فتطلب منه المساعدة ولكنها تتفاجئ أنه ضئيل الحجم، تقتحم العصابة المكتب ولكن المحقق «جورج» كان لديه وسيلة للهروب، وفي آخر المطاف يتبين أن زعيم تلك العصابة هو نفسه والد تلك الفتاة.

### عشرة كواكب في سماء الليل
هي خامس حلقة من مجموعة قصص غوشو أوياما القصيرة تم عرضها سنة 1999، مدة العرض 9 دقائق.
شخصيات القصة الرئيسيون هم «يوكيكو - شينتشي الصغير - يوساكو»، وهم نفسهم شخصيات أنمي «المحقق كونان» الشهير، وتحكي القصة عن يوساكو المفقود حيث ترك ليوكيكو شفرة لإيجاده وقد حلّت بفضل تلميحات شينتشي الصغير.

### مرة أخرى
هي سادس حلقة من مجموعة قصص غوشو أوياما القصيرة تم عرضها سنة 1999، مدة العرض 23 دقيقة.
لها علاقة بالحلقة الرابعة من مجموعة قصص غوشو أوياما القصيرة: 'المحقق جورج، قضية خاصة' .

### طريقة صنع المتحري كونان - أوفا خاصة
هي سابع حلقة من مجموعة قصص غوشو أوياما القصيرة، تم عرضها بتاريخ 22 ديسمبر 1999، مدة العرض 7 دقائق.